# Brøndby Hallen
Brøndby Hallen er en sportshal beliggende i Brøndby. Hallen, bruges til alle former for indendørs aktiviteter samt til kongresser og konferencer. Bruce Springsteen spillede sin første koncert i Danmark her den 2. maj 1981. Hallen er opført i 1973 og gennemgik i 1990'erne en total modernisering. Der er plads til 4.400 siddende tilskuere.
I 1998 blev den 40. udgave af Københavns seksdagesløb kørt i Brøndby Hallen, med italienerne Silvio Martinello og Marco Villa som vindere. Dette var første og eneste gang løbet er afviklet her.

## Ekstern kilde/henvisning
- Brøndby Hallens officielle hjemmeside